# Baron Hesketh

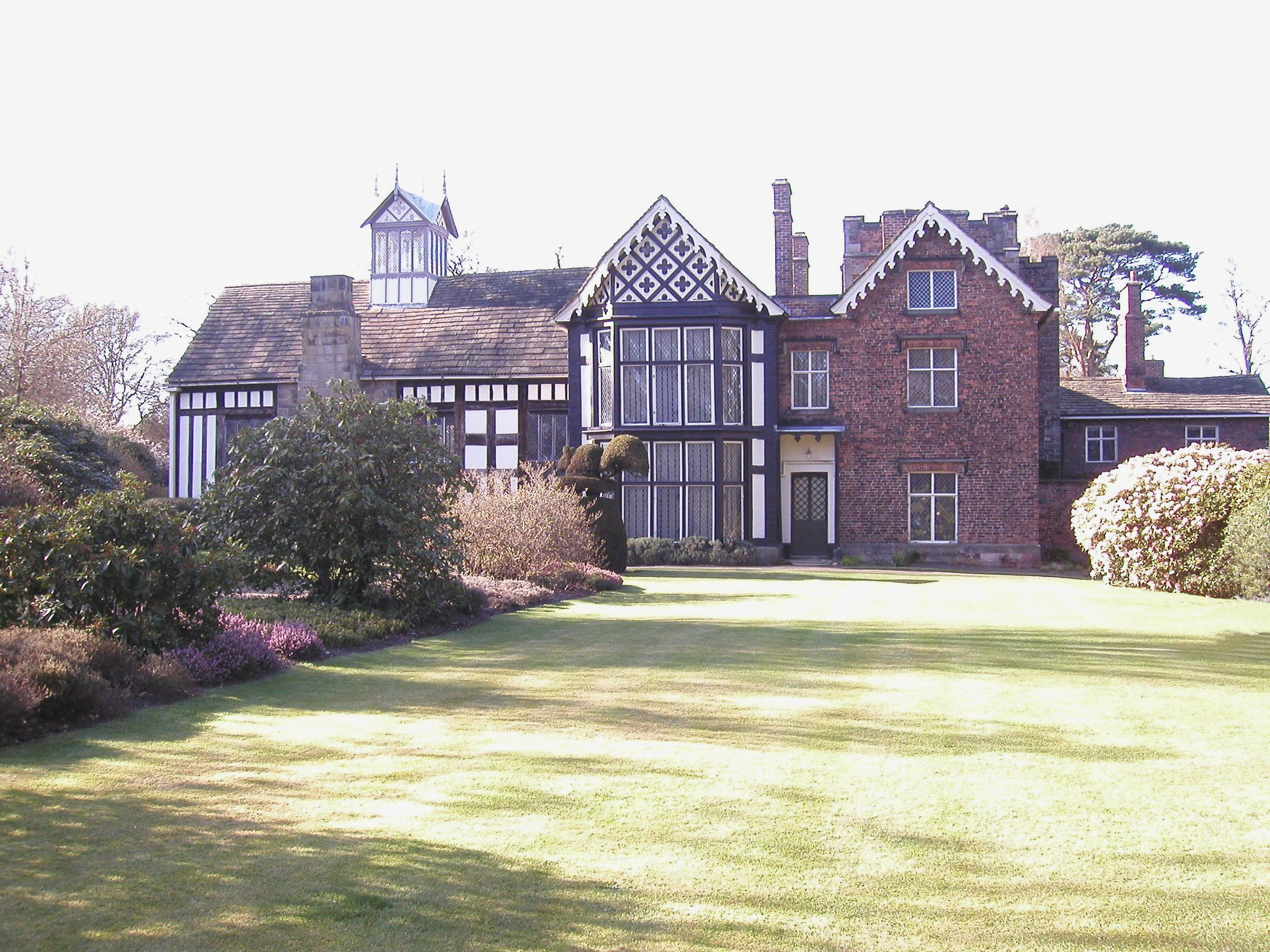
Rufford Old Hall, der ursprüngliche Familiensitz der Hesketh

Baron Hesketh, of Hesketh in the County Palatine of Lancaster, ist ein erblicher britischer Adelstitel der Peerage of the United Kingdom.

## Verleihung und nachgeordnete Titel
Der Titel wurde am 25. Januar 1935 für Sir Thomas Fermor-Hesketh, 8. Baronet geschaffen, der 1922 bis 1923 den Londoner Stadtteil Enfield im House of Commons als Mitglied der Conservative Party vertreten hatte. Seit 2010 trägt dessen Enkel, Alexander, der seinem Vater 1955 nachfolgte, die Titel. Der derzeitige Lord Hesketh bekleidete Positionen in den konservativen Regierungen von Margaret Thatcher und John Major. Er verlor aber seinen Sitz im House of Lords, nachdem mit dem House of Lords Act 1999 das automatische Recht der erblichen Peers auf einen Sitz im britischen Parlament abgeschafft wurde.
Der 1. Baron hatte bereits 1924 den Titel 8. Baronet, of Rufford in the County Palatine of Lancaster, geerbt. Dieser war am 5. Mai 1761 in der Baronetage of Great Britain für Thomas Hesketh geschaffen worden. Diesem war 1778 dessen Bruder Robert Hesketh gefolgt. Dessen Ururenkel, der 5. Baronet, saß für die Conservative Party, Wahlkreis Preston im Parlament des Vereinigten Königreiches. Er war ein Großvater des späteren Baron Hesketh.

### Familiensitze
Der frühere Familiensitz der Barone Hesketh war Easton Neston bei Towcester in Northamptonshire. Dieses Landhaus war zuvor der Familiensitz der Fermor (Earls of Pomfret seit 1721) und kam 1867 beim Tod von George Fermor, 5. Earl of Pomfret über dessen Schwester und Erbin Lady Anna Maria Isabella Fermor, die seit 1846 mit Sir Thomas George Hesketh, 5. Baronet, verheiratet war, in die Familie Hesketh. Allerdings wurde das Anwesen 2005 vom derzeitigen Baron Hesketh verkauft.
Der ursprüngliche Familiensitz der Hesketh die Rufford Old Hall im Dorf Rufford in Lancashire. Dieses Anwesen wurde 1936 vom 1. Baron Hesketh an den National Trust veräußert. Weitere ehemalige Anwesen der Familie Hesketh sind:
- Bank Hall in Lancashire,
- Easton Neston in Northamptonshire,
- Holmeswood Hall in Lancashire,
- Meols Hall in Merseyside,
- Rufford Old Hall in Lancashire,
- Rufford New Hall in Lancashire.

## Liste der Hesketh Baronets und Barone Hesketh

### Hesketh Baronets, of Rufford (1761)
- Sir Thomas Hesketh, 1. Baronet (1727–1778)
- Sir Robert Hesketh, 2. Baronet (1728–1798)
- Sir Thomas Dalrymple Hesketh, 3. Baronet (1777–1842)
- Sir Thomas Henry Hesketh, 4. Baronet (1799–1843)
- Sir Thomas George Hesketh, 5. Baronet (1825–1872)
- Sir Thomas Henry Fermor-Hesketh, 6. Baronet (1847–1876)
- Sir Thomas George Fermor-Hesketh, 7. Baronet (1849–1924)
- Sir Thomas Fermor-Hesketh, 8. Baronet (1881–1944) (1935 zum Baron Hesketh erhoben)

### Barone Hesketh (1935)
- Thomas Fermor-Hesketh, 1. Baron Hesketh (1881–1944)
- Frederick Fermor-Hesketh, 2. Baron Hesketh (1916–1955)
- Thomas Alexander Fermor-Hesketh, 3. Baron Hesketh (* 1950)

Titelerbe (Heir apparent) ist der Sohn des aktuellen Titelinhabers, Hon. Frederick Hatton Fermor-Hesketh (* 1988).